# Ray Kroc
Pour les articles homonymes, voir Kroc.
Raymond Albert Kroc, dit Ray Kroc, né le 5 octobre 1902 à Oak Park et mort le 14 janvier 1984  à San Diego, est un pianiste puis vendeur devenu milliardaire en rachetant en 1961, puis en développant, la chaîne de restaurants de hamburgers McDonald's aux deux frères Richard et Maurice McDonald.

## Biographie

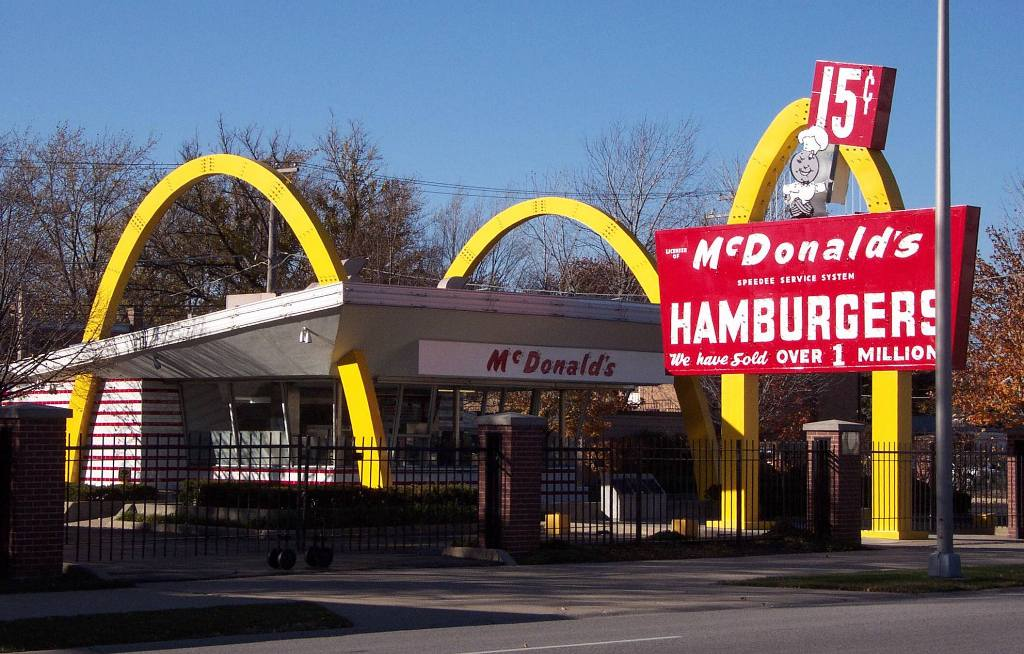
La réplique du premier restaurant McDonald's.

Ray Kroc est le fils de Rose Mary (Hrach) et d'Alois « Louis » Kroc, famille d'origine tchèque. Peu doué pour les études, il quitte définitivement l'école sans diplôme en 1917, et ment sur son âge lorsqu'il s'engage comme brancardier pour la Croix-Rouge sur le front français pendant la Première Guerre mondiale.
Après avoir exercé de nombreux métiers, Kroc crée une société de distribution pour vendre des machines à milk-shake de la marque Prince Castle et va faire preuve, d'après Peter Drucker, de sérendipité à l'âge de 52 ans. Alors que les ventes de ces machines sont en baisse, il est intrigué par la grosse commande de dix de ses appareils du restaurant principal des frères McDonald en 1954. Kroc leur rend visite et découvre, dans leur fast-food de San Bernardino, en Californie, qu'ils ont inventé un procédé de fabrication de hamburgers à la chaîne. Impressionné par l'amabilité du service et la rentabilité de leur établissement, il devient leur agent exclusif chargé de développer leur franchise : il propose aux deux fondateurs de leur reverser 0,5 % des 2 % que les franchisés doivent payer. 
En 1961, à la suite de plusieurs différends, et alors que la chaîne compte 228 restaurants, il rachète la franchise à Richard et Maurice McDonald pour 2,7 millions de dollars et se montre impitoyable en affaires : les deux frères peuvent garder leur premier restaurant, mais doivent changer de nom. Kroc ouvrira une nouvelle enseigne peu de temps après juste à côté. Les 1% de royalties convenues par une simple poignée de mains ne seront jamais redistribuées aux deux restaurateurs. Cependant, la partie sur les royalties n'a jamais été respectée par Kroc. Ce dernier s'endette sur une trentaine d'années pour racheter les parts des frères, mais rembourse finalement en moins de dix ans.
Conscient que la standardisation des opérations est la clef du succès, il s'attache à la réduction des coûts (calibrage au millimètre près de la taille des morceaux de viande, des tranches de pain et même des frites, utilisation de main-d'œuvre étudiante), et grâce au recours systématique au marketing, développe la franchise. Pour encadrer le concept de restauration, il édicte un cahier des charges sévère à l'intention des franchisés. Il crée en 1963, une université du hamburger (en) à Chicago. Tous les franchisés doivent y suivre une formation à l'issue de laquelle ils reçoivent un diplôme en « hamburgerologie ». Kroc qui désormais s’autoproclame fondateur de la marque, consacre le restant de sa vie à agrandir son empire.
À la mort de Kroc en 1984, McDonald's compte 8 300 restaurants répartis aux États-Unis et à travers 34 pays dont plus des trois-quarts en franchise. En 1983, la chaîne a alors un chiffre d'affaires de huit milliards de dollars, et la fortune personnelle de Kroc se monte à 600 millions de dollars.
Kroc achète l'équipe des Padres de San Diego en Ligue majeure de baseball le 25 janvier 1974 et en est le propriétaire jusqu'à sa mort en 1984.

## Ses dictons
Ce qui reste de plus évocateur de Ray Kroc ce sont ses centaines de dictons : « Aucun d'entre nous n'est aussi bon que tous ensemble », « Si deux gestionnaires d’une même entreprise ont les mêmes idées, l’un d’eux est inutile », ou encore « Tant que vous êtes vert, vous grandissez, dès que vous êtes mûr vous commencez à pourrir ».
Son instinct d'homme d'affaires impitoyable et sans remords resurgissait encore par ce dicton : « Un contrat, c'est comme un cœur, c'est fait pour être brisé ».
Le travail représentait pour Ray Kroc l’essentiel de sa vie : « Si vous avez du temps pour vous reposer, vous avez du temps pour nettoyer », « Le travail est le steak du hamburger de la vie », « Si vous pensez que la formation coûte cher, songez au prix de l'ignorance ».

## Cinéma
- En 2016, il est incarné par Michael Keaton dans Le Fondateur de John Lee Hancock[15].

## Vie privée
En 1922, Ray Kroc épouse Ethel Fleming, la fille d'un propriétaire d'hôtel au Michigan. Ils divorcent en 1961.
En 1963, il épouse Jane Dobbins Green. Ils divorcent en 1968 en Floride, État qui n'oblige pas Ray Kroc à céder la moitié de ses affaires.
En 1969, il épouse Joan Beverly Mansfield, l'héritière des restaurants McDonald's à sa mort en 1984.